# Radiator (album)
Radiator je druhé studiové album velšské hudební skupiny Super Furry Animals. Vydalo jej dne 25. srpna 1997 hudební vydavatelství Creation Records a spolu se členy kapely jej produkoval Gorwel Owen. V britském albovém žebříčku se deska umístila na osmé příčce. V roce 2005 vyšlo album v reedici doplněné o pět bonusových písní.

## Seznam skladeb
Autory všech skladeb jsou členové skupiny Super Furry Animals.
| Pořadí | Název                                   | Délka |
| ------ | --------------------------------------- | ----- |
| 1.     | Furryvision                             | 1:25  |
| 2.     | The Placid Casual                       | 2:49  |
| 3.     | The International Language of Screaming | 2:14  |
| 4.     | Demons                                  | 5:12  |
| 5.     | Short Painkiller                        | 0:38  |
| 6.     | She's Got Spies                         | 4:43  |
| 7.     | Play It Cool                            | 3:16  |
| 8.     | Hermann ♥'s Pauline                     | 4:43  |
| 9.     | Chupacabras                             | 1:26  |
| 10.    | Torra Fy Ngwallt Yn Hir                 | 1:54  |
| 11.    | Bass Tuned to D.E.A.D                   | 3:20  |
| 12.    | Down a Different River                  | 5:37  |
| 13.    | Download                                | 3:19  |
| 14.    | Mountain People                         | 6:14  |

## Obsazení
Super Furry Animals
- Gruff Rhys – zpěv, akustická kytara, elektrická kytara, syntezátory
- Huw Bunford – elektrická kytara, doprovodné vokály
- Cian Ciarán – elektrické piano, klavír, elektronické efekty, doprovodné vokály
- Guto Pryce – bakytara
- Dafydd Ieuan – bicí, perkuse, klavír, doprovodné vokály

Ostatní hudebníci
- Les Morrison – banjo
- Gorwel Owen – elektrické cembalo, elektrické piano, samply
- Martin Smith – trubka
- Simon James – tenorsaxofon, flétna
- Andrew Frizzell – pozoun, altsaxofon
- Sonia Slany – housle
- Jules Singleton – housle
- Clair Arster – viola
- Dinah Beamish – violoncello